# Ben Eastman
Benjamin Bangs „Ben” Eastman (ur. 9 lipca 1911 w Burlingame, w Kalifornii, zm. 6 października 2002 w Hotchkiss, w Kolorado) – amerykański lekkoatleta, sprinter i średniodystansowiec, wicemistrz olimpijski z 1932.
Był w składzie sztafety 4 × 440 jardów reprezentującej Stanford University, która 8 maja 1931 we Fresno ustanowiła rekord świata wynikiem 3:12,6 (razem z Eastmanem biegli Maynor Shore, Alvin Hables i Leslie Hables). Był to również oficjalny rekord w sztafecie 4 × 400 metrów. 16 maja 1931 w Los Angeles Eastman wyrównał rekord świata Teda Mereditha w biegu na 440 jardów wynikiem 47,4 s.
26 marca 1932 w Palo Alto Eastman poprawił rekord świata w biegu na 400 metrów czasem 46,4 s. 4 czerwca 1932 w San Francisco ustanowił rekord świata na dystansie 880 jardów czasem 1:50,9.
Na igrzyskach olimpijskich w 1932 w Los Angeles Eastman zdobył srebrny medal w biegu na 400 metrów, za swym rodakiem Billem Carrem, który odebrał mu w finale rekord świata wynikiem 46,2 s. 16 czerwca 1934 w Princeton wyrównał rekord świata w biegu na 800 metrów i ustanowił na 880 jardów wynikiem 1:49,8.
Eastman był mistrzem Stanów Zjednoczonych (AAU) w biegu na 800 metrów w 1934oraz akademickim mistrzem USA (IC4A) w biegu na 880 jardów w 1931 i 1932.
Później pracował w przedsiębiorstwie wytwarzającym silniki Diesla, a następnie został sadownikiem w Kolorado.